# 평동중학교
평동중학교(平洞中學校)는 대한민국 광주광역시 광산구 용동에 위치한 공립 중학교이다.

## 학교 연혁
- 1979년 1월 31일 : 광산평동중학교 설립인가
- 1979년 3월 7일 : 광산평동중학교 개교
- 1982년 2월 12일 : 제1회 졸업생 245명 졸업
- 2003년 3월 1일 : 평동중학교로 교명 변경
- 2013년 10월 16일 : 공립 대안특성화중학교 지정 고시
- 2023년 3월 1일 : 제21대 공양근 교장 취임
- 2024년 3월 4일 : 제46회 입학식(특성화중학교 제11기 입학)

## 참고 자료
- 평동중학교 - 한국교육학술정보원 학교알리미